# Чарльз, Джеймс
Джеймс Чарльз Дикинсон (англ. James Charles Dickinson; 23 мая 1999 года, Бетлехем, округ Олбани, штат Нью-Йорк, США) — американский бьюти-блогер и визажист. Работая визажистом в своём родном Бетлехем, Чарльз завел канал на YouTube, на который загружал видеоуроки макияжа. В 2016 году он стал первым мужчиной-амбассадором бренда CoverGirl после того, как твит с его макияжем стал вирусным в Интернете. Открытый гей.
В 2020 году Чарльз был ведущим, режиссером и сопродюсером реалити-шоу YouTube Originals Instant Influencer. Он выпустил палитру теней для век и создал линию макияжа в сотрудничестве с Morphe Cosmetics, а также получил множество наград за свою работу в социальных сетях, в том числе две премии People's Choice Awards, три Streamy Awards, по одной Shorty Award и Teen Choice Award.
Его карьера включала в себя множество онлайн-скандалов, в том числе широко разрекламированную вражду с коллегой на YouTube Тати Уэстбрук в 2019 году и его секстинг с несовершеннолетними мальчиками в 2021 году.

## Биография
Джеймс Чарльз Дикинсон родился в Бетлехеме (штат Нью-Йорк), где до сих пор живут его родители, Скип и Кристин Дикинсон. Сам Чарльз сейчас живёт в Лос-Анджелесе (Калифорния), где продолжает свою карьеру в сфере макияжа и YouTube. Его младший брат Иэн Джеффри работает моделью. Уже в старших классах Чарльз знал, что он не такой, как другие дети. Он был мальчиком, который носил макияж, и люди это замечали. В 2015 году Чарльз решил создать канал на YouTube, где показал видео о том, как наносить макияж. Хотя вначале его канал не пользовался успехом, позже Чарльз опубликовал в Твиттере фотографию, которая стала вирусной. На фотографии он переснимает свой портрет старшеклассника с макияжем, и почти год после этого Чарльз стал первым мужчиной-послом бренда CoverGirl. Чарльз называет своих поклонников «сёстрами», и вокруг этого слова создал свой бренд, например, собственные коллекции одежды и макияжа.
У Чарльза было несколько скандалов с влиятельными лицами, самый заметный из которых — конфликт с Тати Уэстбрук. Она сказала: «Джеймсу нельзя доверять, и он пытается спать с гетеросексуальными мужчинами». Зимой 2021 года несколько несовершеннолетних мальчиков рассказали, что Джеймс ухаживал за ними. Джеймс ответил им: «Я настоятельно рекомендую вам держать моё имя подальше от ваших уст, иначе у нас возникнут серьёзные проблемы. Я хотел бы напомнить вам, что это вы назвали меня милым и сказали, что вы бисексуальны и влюблены в меня».

## Карьера
Карьера Джеймса Чарльза началась в 2015 году, когда он стал публиковать на YouTubeвидео уроки макияжа, которые были хорошо приняты его поклонниками. Когда Чарльз стал более популярным, он выпустил свой бренд одежды и косметики — Morphe X James Charles, но после обвинений в секстинге с несовершеннолетними он был удалён из линейки компании Morphe.
В апреле 2020 года Чарльз создал собственное шоу на YouTube под названием Instant Influencer. Это был конкурс макияжа, и он получил за него награду на 10-й церемонии вручения Streamy Awards. Однако в марте 2021 года в связи с его последним скандалом YouTube объявил, что не позволит Чарльзу быть ведущим Instant Influencer во втором сезоне.